# Bassettia pallida
Bassettia pallida — вид горіхотворок родини Cynipidae.

## Поширення
Ендемік США. Поширений у штатах Джорджія, Флорида, Міссурі, Луїзіана та Техас. Трапляється у дубових лісах.

## Опис
Самиці завдовжки 2 мм. Вусики складаються з тринадцяти члеників. Голова, вусики, груди та ноги коричнево-жовтого кольору, тоді як задні гомілки та очі темно-коричневі, а черевце чорне.

## Спосіб життя
Самиці розмножуються безстатевим шляхом в галах дубів Quercus geminata, Quercus virginiana та Quercus minima. Вони утворюють гали в стовбурі дуба під корою. Розвинена B. pallida виходить з галів у березні або квітні, що збігається з утворенням нових листків на дубі. Вважається, що статеве розмноження відбувається згодом у галах, що утворюються на серединці нових листків.

## Паразити
У Bassettia pallida паразитує їздець Euderus set. Самиця відкладає яйце у гал, що утворений личинкою Bassettia pallida. Коли яйце вилуплюється, личинка Euderus set проникає в личинку оси хазяїна. Паразит маніпулює господарем, пришвидшує його розвиток, і личинка розвивається на місяць раніше, ніж зазвичай. За цей час гал не є ще добре розвиненим, його отвір завузький і личинка застряває на виході з гала. Тоді личинка Euderus set розвивається у голові господаря. Личинки зимують там, з'їдаючи господаря, і з'являються наступної весни, виходячи через голову жертви. Механізм, що використовується для маніпулювання гомподарем, невідомий.